# 17178 Caitlinrita
17178 Caitlinrita este o planetă minoră (asteroid), cu un diametru de 8,554 km, din centura de asteroizi. A fost descoperită pe 15 octombrie 1999 la Experimental Test Site⁠(d) de Lincoln Near-Earth Asteroid Research. 
Obiectul prezintă o orbită caracterizată de o semiaxă mare de 3,1187089 UAi, o excentricitate de 0,1990687, o înclinație de 5,08416 ° în raport cu ecliptica.